# 準決勝

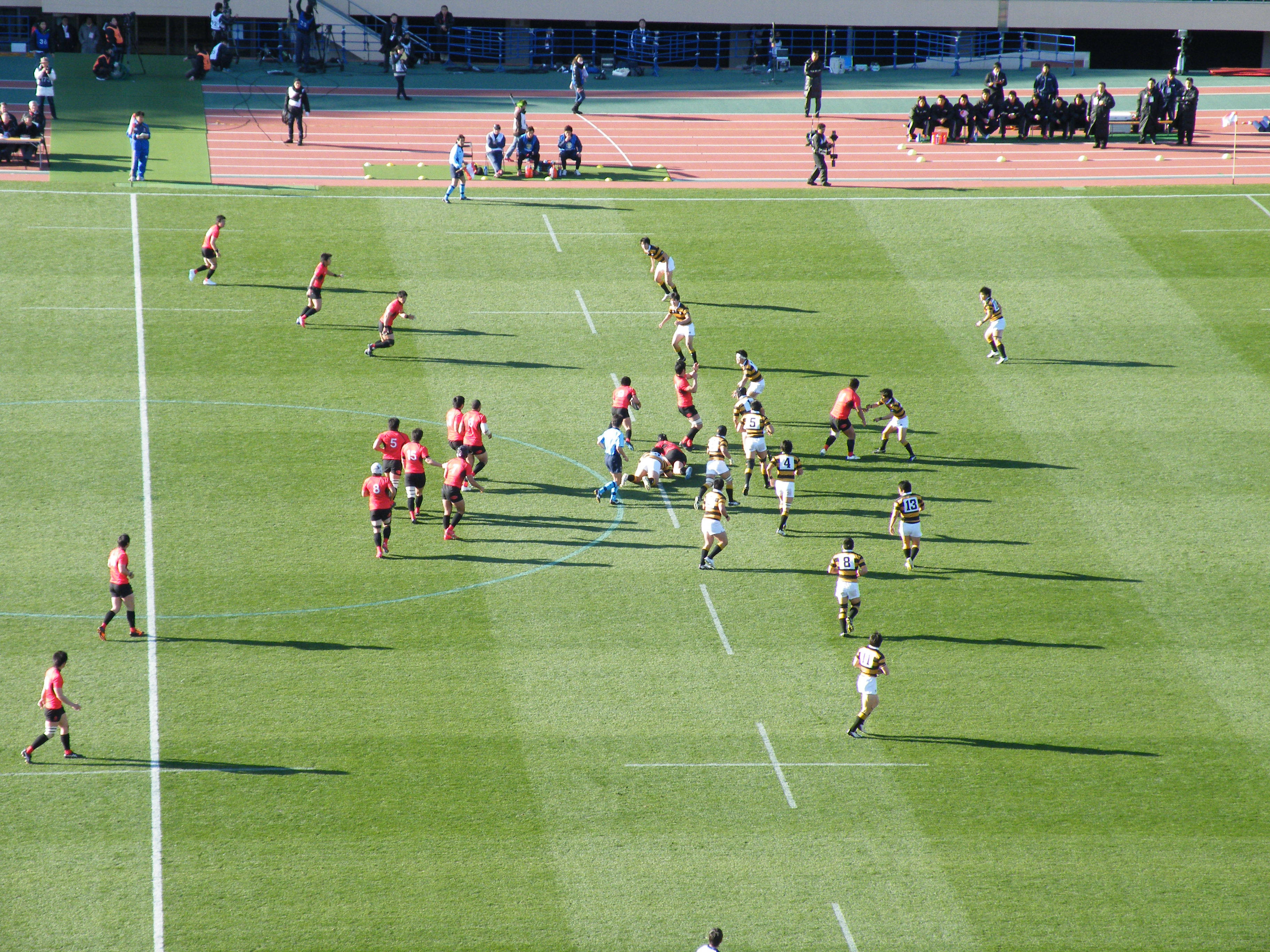
第50回全国大学ラグビーフットボール選手権大会準決勝 帝京 対 慶應（2013年）

準決勝（じゅんけっしょう）は、決勝戦へ進出するものを決める戦い。略して「準決」（じゅんけつ）、公営競技のうち競艇やオートレースでは「準優勝戦」（じゅんゆうしょうせん、準優）ともいう。
英語ではセミファイナル (Semifinal) と言う。別名 ファイナリスト決定戦。

## 形式
競技により、1対1や多人数で行われる。準決勝敗退者の扱いはいくつかあり、3位決定戦を行う場合と共同で3位を獲得する場合の2つが一般的である。ページシステム方式の場合は敗者が3位となる。
全国高等学校サッカー選手権大会では国立競技場、全日本バレーボール高等学校選手権大会（春高）ではセンターコートそれぞれで決勝と合わせて行われる。
大会によっては準決勝ラウンドをグループリーグ形式で行う場合（その場合各グループの1位同士が決勝戦進出、2位同士が3位決定戦進出いうことが多い）や、準決勝進出者全員で競技を行い成績上位の数名・数チームが決勝進出という形式で行う場合もある。
格闘技興行ではメイン・イベント前の試合を英語名の「セミ・ファイナル」と呼ばれている。
全国規模の演芸コンテストなどでは決勝進出まで至らなくとも準決勝進出でもその出場者の実力が評価されることもある。

## 有名な準決勝戦
特に高校野球では、決勝より準決勝の方が面白いといわれることもある。ここでは、様々な理由で歴史に残る準決勝戦を紹介する。

### 高校野球
- 1933年 全国中等学校野球選手権大会 中京商業学校対明石中学校 史上最長の延長25回に中京商業がサヨナラ勝ち。
- 1973年 選抜高等学校野球大会 広島商業高校対作新学院高校 怪物と言われた江川を広島商業が攻略。
- 1983年 全国高等学校野球選手権大会 池田高校対PL学園高校 史上初の夏春夏3連覇を目指す池田をPL学園のKKコンビが粉砕。
- 1985年 選抜高等学校野球大会伊野商業対PL学園高校 PL学園のKKコンビが甲子園大会で唯一決勝進出を逃した大会である。
- 1990年 選抜高等学校野球大会 近大付属高校対東海大甲府高校が延長13回、新田高校対北陽高校が延長17回と、史上初めて準決勝2試合がどちらも延長サヨナラ決着となった。
- 1998年　全国高等学校野球選手権大会横浜高校対明徳義塾高校　8回表まで明徳義塾が6点リードしていたが、その後横浜が残り2イニングで6点差をひっくり返す大逆転サヨナラ勝利となった。

### 高校サッカー
- 1985年 全国高等学校サッカー選手権大会 島原商業高校対藤枝東高校 中山擁する藤枝東をPK戦の末島原商業が降す
- 2005年 全国高等学校サッカー選手権大会 鹿児島実業高校対国見高校 5年連続決勝進出を狙う国見を鹿実が2-0で降す
- 2007年 全国高等学校サッカー選手権大会 八千代高校対盛岡商業高校 終了間際のロスタイムに入ったオウンゴールにより盛岡商業に勝利が転がる
- 2011年 全国高等学校サッカー選手権大会 流経大柏高校対久御山高校、立正大淞南高校対滝川第二高校 首都圏開催となって初めて準決勝が2試合ともPK戦にもつれる

### その他の大会
- 第13回アメリカ横断ウルトラクイズ（1989年）準決勝ボルチモア 4人の解答者によって100題以上出されても決着がつかずにいた。そのため1時間半の放送が2時間に拡大した。このクイズ対決はマニアはむろん一般にも語り継がれている。
- 1996年と1997年にFNSの日の中で開催された全国フリースロー選手権大会はこの準決勝・全て（各2試合ずつ・合計4試合）が延長戦に持ち込まれた。